# Pantelleria Moscato spumante
Il Pantelleria Moscato spumante è un vino a DOC.che può essere prodotto esclusivamente nell'Isola di Pantelleria in provincia di Trapani.

## Vitigni con cui è consentito produrlo
- Zibibbo al 100%

## Caratteristiche organolettiche
- spuma: fine e persistente;
- profumo: giallo paglierino più o meno carico;
- profumo: caratteristico di moscato;
- sapore: dolce, tipico di moscato;

## Produzione
Provincia, stagione, volume in ettolitri